# Cimetière militaire allemand de Manicourt
Le cimetière militaire allemand de Manicourt est un cimetière militaire de la Grande Guerre, situé sur le territoire de la commune de Curchy, dans le département de la Somme.

## Historique
Les Allemands édifièrent, à Manicourt (aujourd'hui hameau de la commune de Curchy), un cimetière militaire pour leurs soldats morts au combat, principalement pendant la course à la mer dès septembre 1914.
En 1922, furent regroupés en ce lieu des corps provenant de 59 cimetières des environs.

## Caractéristiques
Le cimetière compte 7 326 corps, dont 4 225 tombes individuelles  dont 14 non-identifiées et 3 101 corps dans trois ossuaires dont 184 non-identifiés. Les tombes individuelles sont matérialisées par des croix en pierre.
La plupart des soldats inhumés dans ce cimetière sont morts au cours de la Bataille de la Somme, en 1916, ainsi qu'au cours de la Bataille du Kaiser de mars 1918 et de l'Offensive des  Cent-Jours débutée par les Alliés le 8 août de la même année.

## Pour approfondir